# Effet Doppler relativiste

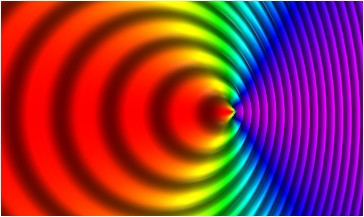
Schéma 1. Une source d'ondes lumineuses se déplace vers la droite à la vitesse de 0.7 c. La fréquence est plus élevée à la droite et moins élevée à la gauche.

L'effet Doppler relativiste (EDR) est un changement de fréquence (et de longueur d'onde) de la lumière causé par le mouvement relatif d'une source et d'un observateur, lorsque les effets décrits par la relativité restreinte sont pris en compte.
Cet effet est différent de l'effet Doppler en mécanique newtonienne puisque les équations comprennent la dilatation du temps, conséquence de l'indifférence du référentiel pour la vitesse de la lumière. Les phénomènes EDR et d'aberration de la lumière forment, grâce au quadrivecteur d'onde, des relations invariantes de Lorentz.

## Visualisation

Schéma 2. Démonstration de l'aberration de la lumière et de l'effet Doppler relativiste.

Dans le schéma 2, le point bleu représente l'observateur et la flèche représente le vecteur vitesse de l'observateur. Quand l'observateur est stationnaire, la grille x,y lui apparaît jaune et l'axe des y lui apparaît comme une ligne verticale noire. Lorsque la vitesse de l'observateur augmente vers la droite, les couleurs se décalent et l'aberration de la lumière déforme la grille. Quand l'observateur regarde en avant (à droite sur la grille), les points lui semblent vert, bleu et violet (décalage vers le bleu) et les lignes de la grille lui semblent plus éloignées entre elles. Si l'observateur regarde en arrière (à gauche sur la grille), les points lui semblent rouges (décalage vers le rouge) et les lignes lui semblent plus près les unes des autres. La grille n'a pas changé, seulement son apparence pour l'observateur.

## Analogie
Pour comprendre l'effet Doppler relativiste (EDR), il faut au départ comprendre l'effet Doppler, la dilatation du temps et l'aberration de la lumière. Supposons que deux personnes jouent à la balle, un lanceur et un receveur. De plus, supposons que le lanceur immobile lance une balle à la fréquence de 1 balle par seconde (fréquence d'émission de 1 Hz) à la vitesse de 1 m/s à un receveur immobile qui se tient à un mètre de lui. Le receveur immobile recevra une balle par seconde (fréquence de réception de 1 Hz). Ensuite, le receveur s'éloigne, pendant deux secondes, à la vitesse de 0,5 m/s : il aura donc attrapé une balle pendant cet intervalle de deux secondes (fréquence de réception de 0,5 Hz). Inversement, le receveur se rapproche du lanceur pendant deux secondes à 0,5 m/s : il attrape donc trois balles en deux secondes (fréquence de réception de 1,5 Hz). Les mêmes fréquences seraient observées si le lanceur s'éloignait puis se rapprochait du receveur aux mêmes vitesses dans les mêmes temps. Par analogie, l'EDR décale la fréquence de la lumière lorsque l'émetteur ou le receveur s'éloigne ou se rapproche de l'autre.
Le schéma 1 montre un émetteur se déplaçant vers la droite, alors que le schéma 2 montre un observateur se déplaçant vers la droite. Alors que le décalage des couleurs apparaît similaire, l'aberration de la lumière est à l'opposé. Pour comprendre cet effet, supposons encore que deux personnes jouent à la balle. Si le lanceur se déplace vers la droite et que le receveur est immobile, alors le lanceur doit viser à l'arrière du receveur. Sinon, la balle va passer du côté droit du receveur. Aussi, le receveur doit pivoter pour faire face au lanceur, sinon la balle va frapper le côté gauche du receveur. Inversement, si le lanceur est immobile et que le receveur se déplace vers la droite, alors le lanceur doit viser devant le receveur. Sinon, la balle va passer du côté gauche du receveur. Aussi, le receveur doit pivoter pour faire face au dos du lanceur, ou la balle va frapper le côté droit du receveur.[pas clair] L'angle dont doit tourner le lanceur et le receveur dépend de deux facteurs : 1) l'angle instantané entre le segment qui relie le lanceur au receveur et le vecteur vitesse de la balle et 2) la vitesse du couple lanceur-receveur relativement à la vitesse de la balle. Par analogie, l'aberration de la lumière dépend de : 1) l'angle instantané entre le segment qui relie l'émetteur au récepteur et le vecteur vitesse de la lumière et 2) la vitesse du couple émetteur-récepteur relativement à la vitesse de la lumière.

## Déplacement selon la ligne de mire
Supposons que l'observateur et la source s'éloignent l'un de l'autre à une vitesse relative de {\displaystyle v\,} ({\displaystyle v\,} est négative si l'observateur et la source se déplacent l'un vers l'autre). Analysons ce problème depuis le référentiel de la source en supposant qu'un front d'onde arrive à l'observateur. Le prochain front d'onde est donc à la distance {\displaystyle \lambda =c/f_{s}\,} de lui (où {\displaystyle \lambda \,} est la longueur d'onde, {\displaystyle f_{s}\,} est la fréquence de l'onde au moment de son émission et {\displaystyle c\,} la vitesse de la lumière). Puisque le front d'onde se déplace à la vitesse {\displaystyle c\,} et que l'observateur se déplace à la vitesse {\displaystyle v}, la durée (telle que mesurée dans le référentiel de la source) entre les crêtes à l'arrivée est donnée par 
{\displaystyle t={\frac {\lambda }{c-v}}={\frac {c}{(c-v)f_{s}}}={\frac {1}{(1-\beta )f_{s}}},}
où {\displaystyle \beta =v/c\,} est la vitesse de l'observateur par rapport à la vitesse de la lumière.
À cause de la dilatation du temps (relativiste), l'observateur va mesurer cette durée comme étant
{\displaystyle t_{o}={\frac {t}{\gamma }},}
où
{\displaystyle \gamma ={\frac {1}{\sqrt {1-\beta ^{2}}}}}
est le facteur de Lorentz. La fréquence observée correspondante est
{\displaystyle f_{o}={\frac {1}{t_{o}}}=\gamma (1-\beta )f_{s}={\sqrt {\frac {1-\beta }{1+\beta }}}\,f_{s}.}
Le rapport
{\displaystyle {\frac {f_{s}}{f_{o}}}={\sqrt {\frac {1+\beta }{1-\beta }}}}
est appelé « facteur de Doppler » de la source relative à l'observateur. Les longueurs d'onde correspondantes sont données par 
{\displaystyle {\frac {\lambda _{o}}{\lambda _{s}}}={\frac {f_{s}}{f_{o}}}={\sqrt {\frac {1+\beta }{1-\beta }}},}
et le décalage vers le rouge, qui a lieu dans le cas où l'observateur et la source s'éloignent l'un de l'autre, 
{\displaystyle z={\frac {\lambda _{o}-\lambda _{s}}{\lambda _{s}}}={\frac {f_{s}-f_{o}}{f_{o}}}}
peut être écrit comme 
{\displaystyle z={\sqrt {\frac {1+\beta }{1-\beta }}}-1.}
Lorsque la vitesse n'est pas relativiste ({\displaystyle v\ll c}), ce décalage vers le rouge  vaut environ 
{\displaystyle z\simeq \beta ={\frac {v}{c}},},
ce qui correspond à l'effet Doppler ordinaire.

## Effet Doppler transverse
L'effet Doppler transverse (EDT) est le décalage vers le rouge ou le décalage vers le bleu prédit par la relativité restreinte lorsqu'une source et un observateur sont au plus près l'un de l'autre. La lumière émise à cet instant sera décalée vers le rouge, alors que la lumière observée à cet instant sera décalée vers le bleu. 
En supposant que les objets ne sont pas accélérés, la lumière émise lorsque les objets sont au plus près sera reçue un peu plus tard. À la réception, la quantité de décalage vers le rouge sera 
{\displaystyle {\frac {1}{\gamma }}={\sqrt {1-v^{2}/c^{2}\,}}.}
et la quantité de décalage vers le bleu sera 
{\displaystyle \gamma ={\frac {1}{\sqrt {1-v^{2}/c^{2}\,}}}.}
La mécanique newtonienne ne fait aucune prédiction à propos de ces décalages, puisqu'ici le décalage dépend du mouvement relatif au médium. 
L'EDT est une conséquence de l'EDR : 
{\displaystyle f_{o}={\frac {f_{s}}{\gamma \left(1+{\frac {v\cos \theta _{o}}{c}}\right)}}}
Dans le référentiel de l'observateur, θ0 représente l'angle entre la direction de l'émetteur au moment de l'émission et la direction observée de la lumière à la réception. Quand {\displaystyle \theta _{0}=\pi /2}, la lumière est émise au moment où les deux sont au plus près, ce qui permet de calculer le décalage transverse vers le rouge :
{\displaystyle f_{o}={\frac {f_{s}}{\gamma }}\,}
L'EDT est une prédiction nouvelle et significative de la relativité restreinte. En 1907, Einstein écrit « Selon la relativité restreinte, la fréquence émise par un corps en mouvement est réduite par le facteur de Lorentz, donc – en plus de l'effet Doppler ordinaire – la fréquence au récepteur est réduite du même facteur ».

### Réciprocité
Parfois, certaines personnes se demandent pourquoi l'EDT peut provoquer un décalage vers le rouge auprès d'un observateur immobile alors qu'un autre observateur en mouvement avec l'émetteur peut aussi voir un tel décalage (même accidentellement) du premier observateur.
Le concept de « transverse » n'est pas réciproque. Chaque observateur comprend que lorsque la lumière l'atteint de façon transverse dans son référentiel au repos, l'autre a émis de la lumière après comme mesuré dans le référentiel au repos de l'autre. De plus, chaque observateur mesure une fréquence réduite (dilatation du temps). La combinaison de ces effets rend alors ces observations complètement réciproques, ce qui respecte le principe de relativité.

### Vérification expérimentale
Dans la pratique, la vérification expérimentale de l'effet transverse est habituellement réalisée en observant les changements longitudinaux dans la fréquence ou la longueur d'onde lorsqu'un corps s'approche ou s'éloigne : en comparant les deux rapports, cela démontre que la quantité de décalage est plus élevée que celle prédite par la théorie newtonienne. Par exemple, l'EDT est essentiel à l'interprétation de phénomènes optiques émanant de l'objet astrophysique SS 433.

#### Tests longitudinaux
Le premier test connu qui valide cette prédiction est l'expérience d'Ives-Stilwell réalisée en 1938,. Plusieurs expériences ont suivi en clamant être plus précises, mais elles sont plus complexes à mettre en œuvre.

#### Tests sur la transversalité
En 2011, il n'y aurait qu'une seule expérience inertielle qui aurait vérifié le décalage vers le rouge pour un détecteur situé à un angle de 90 degrés vis-à-vis de l'objet.

## Mouvement dans une direction arbitraire
Si, dans le référentiel de l'observateur, l'émetteur s'éloigne à la vitesse {\displaystyle v\,} et selon l'angle {\displaystyle \theta _{o}\,} relativement à la direction de l'observateur à la source (au moment où la lumière est émise), la fréquence change selon :
{\displaystyle f_{o}={\frac {f_{s}}{\gamma \left(1+{\frac {v\cos \theta _{o}}{c}}\right)}}\,\,\,\,\,\,\,\,\,\,{\text{(1)}}}.
Dans le cas particulier où {\displaystyle \theta _{o}=90^{\circ }\,} et {\displaystyle \cos \theta _{o}=0\,}, alors apparaît l'effet Doppler transversal :
{\displaystyle f_{o}={\frac {f_{s}}{\gamma }}.\,}
À cause de la vitesse finie de la lumière, le rayon de lumière (ou photon) perçu par l'observateur comme arrivant selon l'angle {\displaystyle \theta _{o}\,}, est, dans le référentiel de l'émetteur, émis à un angle différent {\displaystyle \theta _{s}\,}. Les valeurs {\displaystyle \cos \theta _{o}\,} et {\displaystyle \cos \theta _{s}\,} sont liées selon la formule d'aberration relativiste :
{\displaystyle \cos \theta _{o}={\frac {\cos \theta _{s}-{\frac {v}{c}}}{1-{\frac {v}{c}}\cos \theta _{s}}}\,.}
En conséquence, l'équation (1) peut se réécrire 
{\displaystyle f_{o}=\gamma \left(1-{\frac {v\cos \theta _{s}}{c}}\right)f_{s}.\,\,\,\,\,\,\,\,\,\,{\text{(2)}}}.
Par exemple, un photon émis perpendiculairement dans le référentiel de l'émetteur ({\displaystyle \cos \theta _{s}=0\,}) serait observé décalé vers le bleu :
{\displaystyle f_{o}=\gamma f_{s}.\,}
En mécanique newtonienne, les deux équations (1) et (2) donnent
{\displaystyle {\frac {\Delta f}{f}}\simeq -{\frac {v\cos \theta }{c}}.}

## Mouvement accéléré

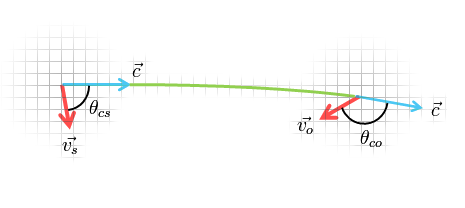
Schéma montrant l'effet Doppler relativiste dans un référentiel arbitraire.

Pour les mouvements accélérés dans un référentiel arbitraire, il doit y avoir une distinction entre le mouvement de la source et de l'observateur. L'effet Doppler lorsqu'observé depuis un référentiel inerte arbitraire est donné par :
{\displaystyle {\frac {f_{o}}{f_{s}}}={\frac {1-{\frac {\|{\vec {v_{o}}}\|}{\|{\vec {c}}\|}}cos(\theta _{co})}{1-{\frac {\|{\vec {v_{s}}}\|}{\|{\vec {c}}\|}}cos(\theta _{cs})}}{\sqrt {\frac {1-(v_{s}/c)^{2}}{1-(v_{o}/c)^{2}}}}}
où
{\displaystyle {\vec {v_{s}}}} est la vitesse de la source au moment de l'émission
{\displaystyle {\vec {v_{o}}}} est la vitesse de l'observateur au moment de la réception
{\displaystyle {\vec {c}}} est le vecteur vitesse de la lumière
{\displaystyle \theta _{cs}} est l'angle entre la vitesse de la source et la vitesse de la lumière au moment de l'émission
{\displaystyle \theta _{co}} est l'angle entre la vitesse de l'observateur et la vitesse de la lumière au moment de la réception
Si {\displaystyle {\vec {c}}} est parallèle à {\displaystyle {\vec {v_{s}}}}, alors {\displaystyle \theta _{cs}=0^{\circ }}, ce qui provoque une augmentation de la fréquence telle que mesurée par l'observateur {\displaystyle f_{o}}, laquelle est plus élevée comparativement à celle de la source {\displaystyle f_{s}}. Également, si {\displaystyle {\vec {c}}} est antiparallèle à {\displaystyle {\vec {v_{s}}}}, alors {\displaystyle \theta _{cs}=180^{\circ }}, ce qui amène la fréquence mesurée par l'observateur {\displaystyle f_{o}} à diminuer relativement à la fréquence de la lumière émise {\displaystyle f_{s}}.
C'est l'effet Doppler ordinaire multiplié par le rapport des facteurs de Lorentz de l'observateur et de la source.
À cause de la réfraction, la direction de la lumière au moment de l'émission n'est en général pas la même au moment de l'observation. Dans les médiums réfractaires, le trajet de la lumière dévie généralement du trajet en ligne droite entre les points d'émission et d'observation. L'effet Doppler dépend de la vitesse de la source parallèle à la direction de la lumière au moment de l'émission et à la vitesse de l'observateur parallèle à la direction de la lumière à la réception. Ce résultat ne contredit pas la relativité restreinte.
L'EDT peut être analysé depuis un référentiel où la source et l'observateur ont la même vitesse mais de signes opposés. Dans un tel référentiel, le rapport des facteurs de Lorentz est toujours égal à 1 et tous les décalages de Doppler respectent les équations de la mécanique newtonienne. En général, le décalage de la fréquence observé est invariant, mais les contributions relatives de la dilatation du temps et de l'effet Doppler ordinaire dépendent du référentiel.